# Esztella svéd királyi hercegnő
Esztella (Stockholm, 2012. február 23. –), a teljes neve svédül: Estelle Silvia Ewa Mary Bernadotte-Westling, svéd királyi hercegnő, a svéd korona várományosa, azaz a második helyen áll az édesanyja után a svéd trónöröklési rendben, Östergötland hercegnője. XVI. Károly Gusztáv svéd király első unokája.

## Élete

Esztella hercegnő címere

Apja Daniel Westling, testnevelés és rekreáció szakot végzett svéd fitnesz-edző, későbbi feleségének a személyi edzője és a házassága révén Dániel svéd királyi herceg, Västergötland hercege. Édesanyja Bernadotte Viktória svéd trónörökösnő, XVI. Károly Gusztáv svéd király és Silvia Sommerlath német származású tolmácsnő és házassága révén svéd királyné elsőszülött gyermeke.
2012. február 23-án született Stockholmban, aki másnap az Esztella nevet kapta. A svéd királyi családban ezt a nevet viselte az amerikai származású Estelle Mainville (1904–1984), Bernadotte Folke (1895–1948) wisborgi grófnak, VI. Gusztáv Adolf svéd király (XVI. Károly Gusztáv svéd király nagyapja) elsőfokú unokatestvérének a felesége.

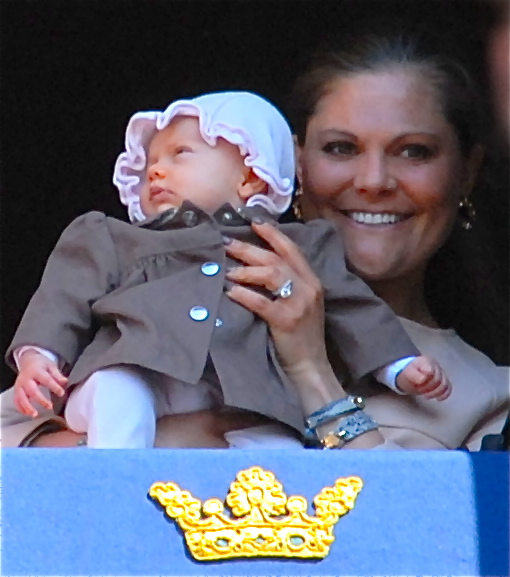
A 67 napos Esztella hercegnő édesanyjával a nagyapja 66. születésnapi ünnepségén, 2012. április 30.

## Joga a svéd trónra

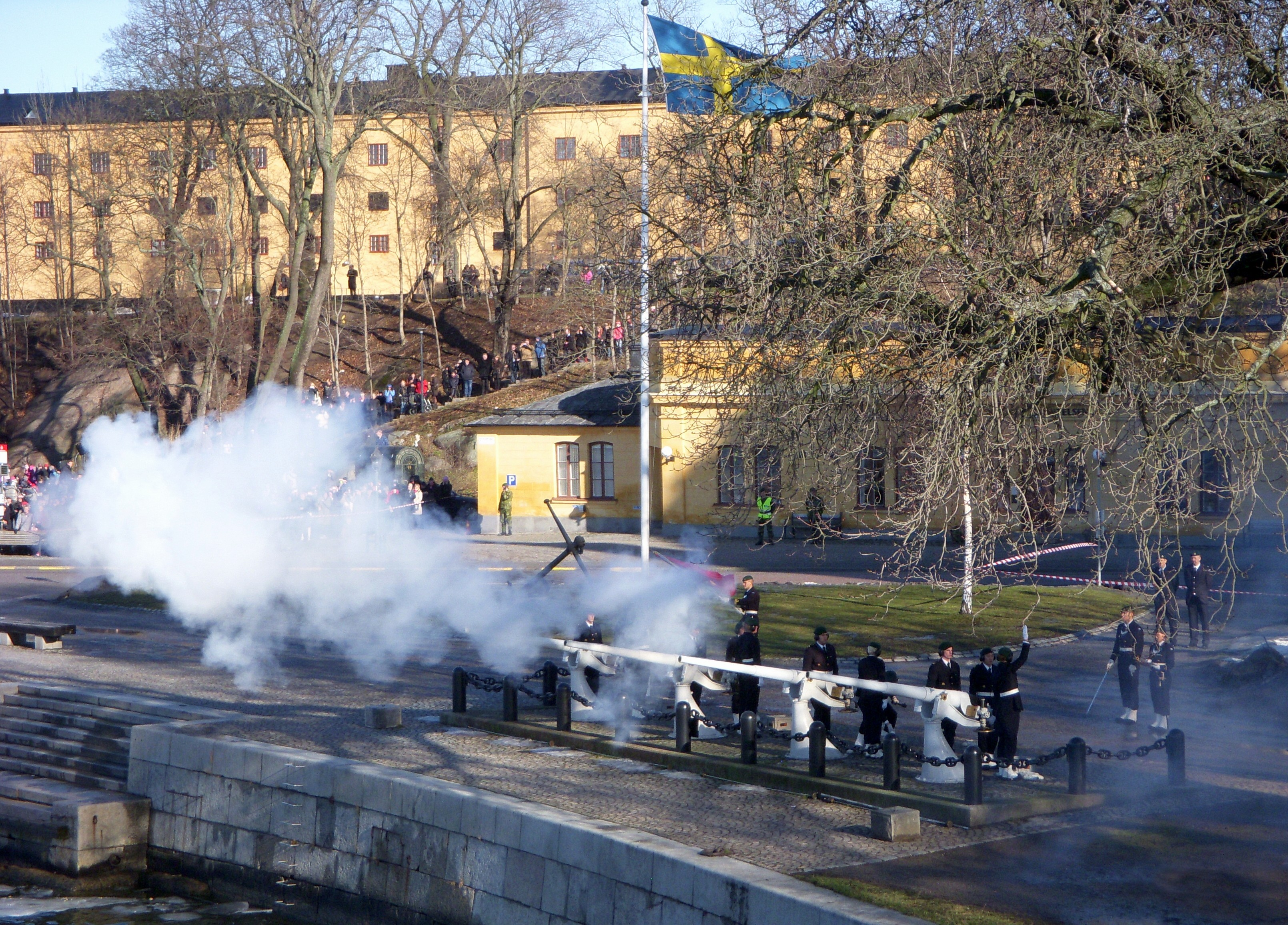
Esztella hercegnő születésének a tiszteletére leadott puskalövések

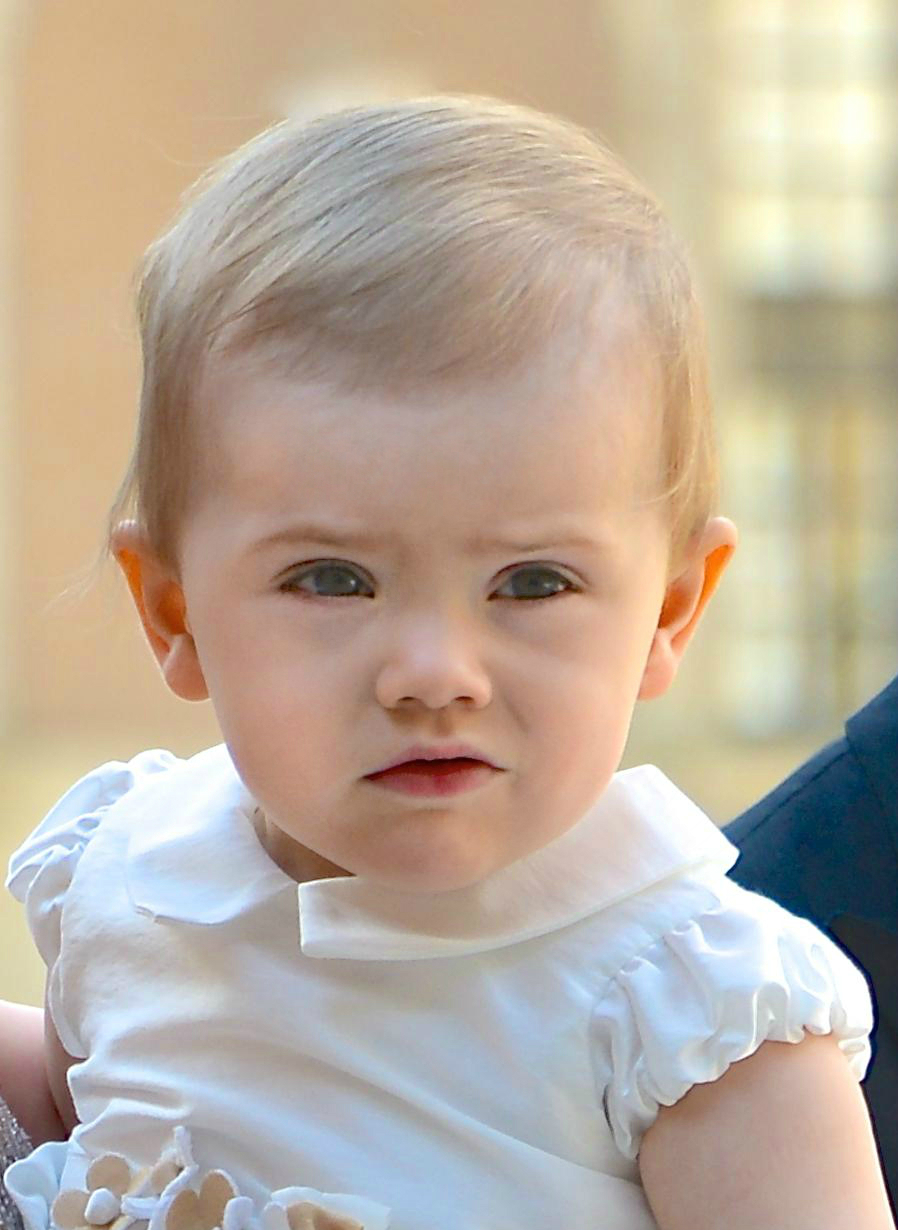
A 15 hónapos Esztella hercegnő a nagynénje, Bernadotte Magdolna svéd királyi hercegnő esküvőjén, 2013. június 8.

Esztella születésétől kezdve a svéd korona várományosa, azaz második helyen áll a svéd trónöröklési sorrendben, és miután Svédországban abszolút elsőszülöttség van érvényben, így az ő pozíciója biztos, hiszen bár 2016. március 2-án megszületett az öccse, Oszkár herceg, az anyjuk mögött akkor is Esztella maradt a következő a trónöröklési sorrendben. A svéd parlament 1979. november 7-én módosította a svéd trónöröklési törvényt, amely szerint az abszolút elsőszülöttség érvényesült a törvény életbe lépésétől, 1980. január 1-jétől. A gond csak az volt ezzel a törvénnyel, és ennek a svéd király, XVI. Károly Gusztáv is többször hangot adott, hogy visszamenőleges hatályú volt, azaz Károly Fülöp addigi svéd trónörököstől, aki fél évvel a törvény elfogadása előtt, 1979. május 13-án született, elvette a trónörökösi címet, és ekkor a második helyre szorult vissza, hiszen ő csak a másodszülött volt. Ekkor lett Esztella anyja, Viktória hercegnő a trón első számú örököse. Norvégiában elegánsabban oldották meg a dolgot, ahol svéd hatásra szintén 1980-ban lépett életbe az új trónöröklési törvény, mert ott a már megszületett gyermekekre nem vonatkozott, tehát nem volt visszamenőleges hatályú. Norvégiában ezért nem cserélődött meg a sorrend, és az addigi trónörökös, aki a másodszülött, az 1973-as születésű Haakon norvég királyi herceg maradt továbbra is a trón örököse, és nővére, az 1971-es születésű Márta Lujza norvég hercegnő pozícióját nem változtatta meg. Elsőként ott tehát 2004-ben alkalmazták az új törvényt, mikor Haakon hercegnek megszületett az első gyermeke, aki lány lett, Ingrid hercegnő, és így már az utána következő öccse, Sverre Magnus norvég herceg sem változtatott a sorrenden.
Svédországban tehát a trón első számú örököse Esztella anyja, Viktória hercegnő, és Esztella pedig a második a trónöröklési sorban, mivel anyjának elsőszülött gyermeke, így tehát az öccse, Oszkár herceg születése sem változtat már a sorrenden. Anyja trónra lépésével vagy trónra lépése előtti lemondásával, illetőleg a halálával Esztella lenne a trónörökös, de amíg nem éri el a 18. életévét, addig hiába is foglalná el a trónt, és királynővé válna, régens uralkodna helyette, és csak a nagykorúsága elérésekor lenne teljes jogú uralkodó belőle.